# Baboua

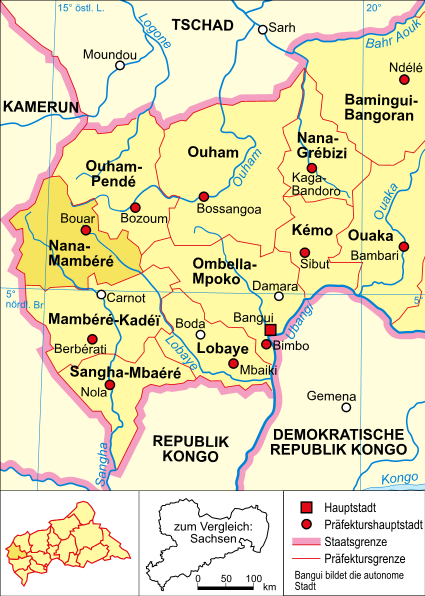
Baboua in der Präfektur Nana-Mambéré

Baboua ist eine Provinzstadt in der Präfektur Nana-Mambéré im Westen der Zentralafrikanischen Republik. Stadtteile sind u. a. Tongo, Sango, Jolie-Soir, Centre. Die ursprüngliche Bevölkerung war Gbaya-sprachig, jedoch ist Baboua an einer Hauptstraße gelegen und Sitz einer Sous-Préfecture, sodass sich früh Händler und Geschäftsleute, Funktionäre und Politiker aus anderen Landesteilen angesiedelt haben. Erleichtert wird dies durch die nationale Verkehrssprache Sango.

## Bevölkerung
Die Bevölkerungszahl wurde im Jahr 2012 auf 7724 Einwohner geschätzt. Die hier lebende Bevölkerung leidet, wie das gesamte Land, unter den immer wieder aufkeimenden Auseinandersetzungen zwischen Rebellengruppen und Regierungsmilizen. Verdienstmöglichkeiten gibt es kaum, man lebt vom eigenen Feldanbau (Subsistenzwirtschaft).

## Verkehr
Baboua liegt an der Route Nationale 3, die 50 Kilometer westlich der Stadt an der Grenze zu Kamerun beginnt und in Richtung Osten bis nach Bossembélé führt, von wo über die Route Nationale 1 die Hauptstadt Bangui erreicht werden kann. Bangui befindet sich etwa in einer Entfernung von 540 Straßenkilometern.

## Einrichtungen
Im Ort befindet sich eine Grundschule (École Primaire de Baboua) sowie ein staatliches Hospital mit einer Abteilung für Geburtsmedizin, Pädiatrie und Chirurgie. Zum Hospital gehören auch eine Apotheke und ein einfach ausgestattetes Labor.
Weitere Einrichtungen sind ein theologisches Seminarzentrum sowie die, seit 1949 bestehende, Bibelschule der ev.-luth. Landeskirche (Église Évangélique Luthérienne de la République Centrafricaine), in der Pastoren und Katechisten für den landesweiten Gemeindeaufbau ausgebildet werden. Zur Bibelschule gehören auch eine Wohnsiedlung und ein Kindergarten.
Hospital und Bibelschule werden vom ev.-luth. Missionswerk in Hermannsburg unterstützt.

## Religion und Entwicklungshilfe

### Religionen
Gegenwärtig liegen keine verlässlichen Angaben vor. Der Anteil der christlichen Bevölkerung dürfte bei ca. 50 % liegen (25 % Protestanten, 25 % Katholiken). Ca. 35 % der Bevölkerung folgen traditionellen afrikanischen Religionen und ca. 15 % dem Islam. In Baboua gibt es sowohl katholische als auch protestantische Gemeinden und Einrichtungen (z. B. Kindergarten) als auch muslimische Gemeinschaften. Die Religionsausübung wurde in den krisenhaften Spannungen nach 2013 erheblich stigmatisiert, als abwechselnd muslimische Séléka-Truppen und Anti-Balaka-Söldner versuchten, ethnische Säuberungen durchzuführen.
In Zusammenarbeit mit den regionalen Gesundheitszentren bemüht sich das Hospital, eine medizinische Grundversorgung für rund 100.000 Menschen sicherzustellen. Neben der unzureichenden Ausstattung bereitet der permanente Mangel an Fachpersonal Probleme. Staatliche Unterstützung gibt es kaum. Die Klinikapotheke wurde jahrelang von der katholischen Kirche personell unterstützt. Gehälter für die Angestellten werden, wie auch für Lehrerinnen und andere Bedienstete, nur unregelmäßig ausgezahlt. Die ohnehin angespannte Versorgungssituation verschärft sich durch das sporadische Eintreffen von Flüchtlingsgruppen aus den umliegenden Krisengebieten (Tschad, Sudan, Kongo), sowie interne Vertreibungen.
Waldrodungen zur Gewinnung von Anbauflächen und Feuerholz haben in den 1980er- und 1990er-Jahren zu einem Absinken des Grundwasserspiegels geführt. Ein vor mehreren Jahren gestartetes Aufforstungsprojekt brachte einige Verbesserungen.
Ein solar betriebenes Brunnenprojekt sichert seit 1998 den täglichen Wasserbedarf des Klinikums.
Das evangelisch-lutherische Missionswerk Hermannsburg war seit 1981 mit Personalentsendungen im Rahmen der Partnerschaft mit der Eglise Evangelique Lutherienne de la RCA an Aufbauprojekten für theologische Ausbildung, medizinische Infrastruktur u. ä. in Baboua aktiv. Daneben gibt es weitere Partnerschaften der Kirche mit der ELCA (Evangelical Lutheran Church of America), der dänischen Mission Afrika und der elsässischen evangelisch-lutherischen Kirche.
Missionsärzte seit 2005:
- 2005–2007 Klaus Schustereder, * 1973
- 2007–2010 Christa von Oertzen, Gynäkologin und Tropenmedizinerin, * 1955

Missionare seit 1981:
- 1981–2007 Pastor Helmut Grimmsmann (Ecole de Théologie)
- 1992–2002 Pastor Stefan Melcher (Ecole Biblique)
- 1995–2001 Markus Roser (Ecole de Théologie)
- 1996–1999 Pastor Jens-Peter Müller (Ecole de Théologie), vorher ab 1987 in Gallo und Bouar tätig
- 2001–2004 Pastorin Sunnivé und Pastor John Förster (Ecole de Théologie)
- 2002–2004 Pastor Hermann Heinrich (Ecole Biblique)
- 2005–2010 Pastor Mirco Kühne (Ecole Biblique und Education Théologique Décentralisée)